# Maria Teresa Hono Lay Correia
Maria Teresa Hono Lay Correia (* 1969) ist eine Politikerin aus Osttimor. Sie ist Mitglied der FRETILIN.
Correia wurde bei den Wahlen 2001 auf Platz 21 der FRETILIN-Liste in die Verfassunggebende Versammlung gewählt, aus der mit der Entlassung in die Unabhängigkeit am 20. Mai 2002 das Nationalparlament Osttimors wurde. In der Versammlung wurde Correia zur Vizesekretärin des parlamentarischen Präsidiums gewählt, am 25. Juni 2002 wurde sie aber in diesem Posten abgelöst. Bei den Parlamentswahlen in Osttimor 2007 trat Coreira nicht mehr als Kandidatin an.
Ab 2008 war Correia Direktorin der Zena Construction, Unipessoal Lda, einer Firma für Import- und Büromaterial, Möbel, Elektronik, Elektrizität, Krankenhausausrüstung, Fischereiausrüstung, Sportausrüstung und Computer.